# Ryan Burl
Ryan Ponsonby Burl (* 15. April 1994 in Marondera, Simbabwe) ist ein simbabwischer Cricketspieler, der seit 2017 für die simbabwische Nationalmannschaft spielt.

## Kindheit und Ausbildung
Während seiner Schulausbildung an der Peterhouse Boys’ School spielte er zunächst Squash, bevor er sich auf Cricket konzentrierte. In der Saison 2010/11 gab er sein Debüt in der simbabwischen U17- und U19-Nationalmannschaft innerhalb eines Monats.

## Aktive Karriere
Burl spielte seine erste First-Class-Begegnung 2014. Sein Debüt in der Nationalmannschaft gab Burl im Februar 2017 in der ODI-Serie gegen Afghanistan. Sein Test-Debüt folgte im Dezember 2019 in Südafrika, während sein Twenty20-Debüt im Februar 2018 gegen Afghanistan erfolgte. Im April 2019 erzielte er in der ODI-Serie gegen die Vereinigten Arabischen Emirate 4 Wickets für 32 Runs. Im Sommer 2019 erreichte er in Irland ein Half-Century über 53 Runs. Im September konnte er bei einem Drei-Nationen-Turnier in Bangladesch gegen den Bangladesch ein weiteres Fifty über 59 Runs erzielen. Beim darauf stattfinden Drei-Nationen-Turnier in Singapur gelangen ihm gegen den Gastgeber 3 Wickets für 24 Runs.
Im Sommer 2021 erreichte er zunächst bei der Tour gegen Bangladesch ein Fifty über 59 Runs in den Twenty20s. Auf der folgenden Tour in Irland folgte dann in den dortigen Twenty20s 3 Wickets für 22 Runs. Im Sommer 2022 erzielte er zunächst gegen Afghanistan ein Half-Century über 51* Runs in der ODI-Serie. In der zugehörigen Twenty20-Serie folgten 3 Wickets für 14 Runs. Beim daheim ausgetragenen ICC Men’s T20 World Cup Global Qualifier Group B 2022 erreichte er gegen Jersey 3 Wickets für 13 Runs. Im August folgte in den Twenty20s gegen Bangladesch ein Fifty über 54 Runs.